# Relações entre França e Mali
As relações entre França e Mali são as relações diplomáticas estabelecidas entre a República Francesa e a República do Mali. Estas relações são profundamente complexas, uma vez que a situação do Mali está ligada ao desenvolvimento social, político, econômico, estratégico e energético da França. O país africano é um dos principais pontos de acesso aos recursos naturais da região do Saara e do Sahel, como o petróleo, o gás, o ouro e os minerais, cuja demanda pela França é alta, devido à sua posição geográfica.
A França, recentemente também tem estado preocupada com o surgimento de grupos terroristas islâmicos no Mali, uma questão considerada como uma ameaça nacional. Por conseguinte, a França possui um compromisso total com a estabilidade do Mali, o que resultou na Operação Serval, no início de 2013.

## História
Os dois países possuem laços históricos bem fortes, já que o Mali foi uma colônia da França. O Mali caiu sob o domínio colonial francês em 1892 e o território foi nomeado como Sudão Francês. No início de 1959, a República do Sudão e o Senegal formaram a Federação do Mali. Um ano mais tarde, a França concordou com a separação da federação do Senegal, tornando-se o estado independente do Mali, que posteriormente abandonou a zona do Franco, onde só voltou a entrar em 1967.